# Де Анджелис, Филиппо
Филиппо Де Анджелис (итал. Filippo De Angelis; 16 апреля 1792, Асколи-Пичено, Папская область — 8 июля 1877, Фермо, королевство Италия) — итальянский куриальный кардинал и папский дипломат. Титулярный епископ Левкии Фракийской с 3 июля 1826 по 15 марта 1830. Викарий и апостольский визитатор города и епархии Форли с 24 июля 1826 по 15 марта 1830. Титулярный архиепископ Карфагена со 15 марта 1830 по 8 июля 1839. Апостольский нунций в Швейцарии с 23 апреля 1830 по 13 ноября 1832. Апостольский нунций в Португалии с 13 ноября 1832 по 15 февраля 1838. Епископ Монтефьясконе и Корнето, с персональным титулом архиепископа, с 15 февраля 1838 по 27 января 1842. Архиепископ Фермо 27 января 1842 по 20 сентября 1867. Камерленго с 20 сентября 1867 по 8 июля 1877. Кардинал in pectore с 13 сентября 1838 по 8 июля 1839. Кардинал-священник с 8 июля 1839, с титулом церкви Сан-Бернардо-алле-Терме с 11 июля 1839 по 20 сентября 1867. Кардинал-священник с титулом церкви Сан-Лоренцо-ин-Лучина с 20 сентября 1867. Кардинал-протопресвитер с 4 декабря 1867. 